# 디프사우스

디프사우스(Deep South)는 미국 남부에 속하는 부속 지역이다. 역사적으로 미국 남북 전쟁 이전 시기에 플랜테이션 농업에 대부분 의지한 어퍼사우스(Upper South) 지역과는 차별화된다. 디프사우스는 로어사우스(Lower South), 코튼 주(Cotton States)로도 불린다.

## 같이 보기
- 성서지대 (바이블 벨트)